# Аптекарский проспект
Апте́карский проспект — проспект в Петроградском районе Санкт-Петербурга. Проходит от набережной реки Карповки до Аптекарской набережной.

## История
Проспект появился на картах города в 1836 году. Его наименование, как и название некоторых других топонимов Аптекарского острова, связано с располагавшимся здесь с начала XVIII века Аптекарским огородом, позднее преобразованным в Императорский Ботанический сад.

## Здания
- Дом 4 (наб. реки Карповки, 5 / ул. Профессора Попова, 6) — здание ОАО «Ленполиграфмаш».
- Дом 6 (ул. Профессора Попова, 4) — особняк Я. И. Трусевича. Здание в стиле модерн (1911—1912, арх. Оль А. А.). В 1919 году в доме открылся первый в России химико-фармацевтический институт. В 1932—1977 годах в доме проживал советский географ С. И. Калесник, в 1941 году — советская поэтесса В. М. Инбер.
- Дом 8 (ул. Профессора Попова, 7) — доходный дом (1913, арх. Г. Я. Гевирц).
- Дом 8а — жилой дом (1911—1912, арх. Погонкин В. А.).
- Дом 9 — жилой дом.
- Дом 10 — жилой дом (1908, арх. Шагин Д. А.).
- Дом 18 — жилой дом, комплекс «Skandi Klubb»[источник не указан 164 дня]
- Дом 20 (12 ?) — дача П. Ю. Сюзора.

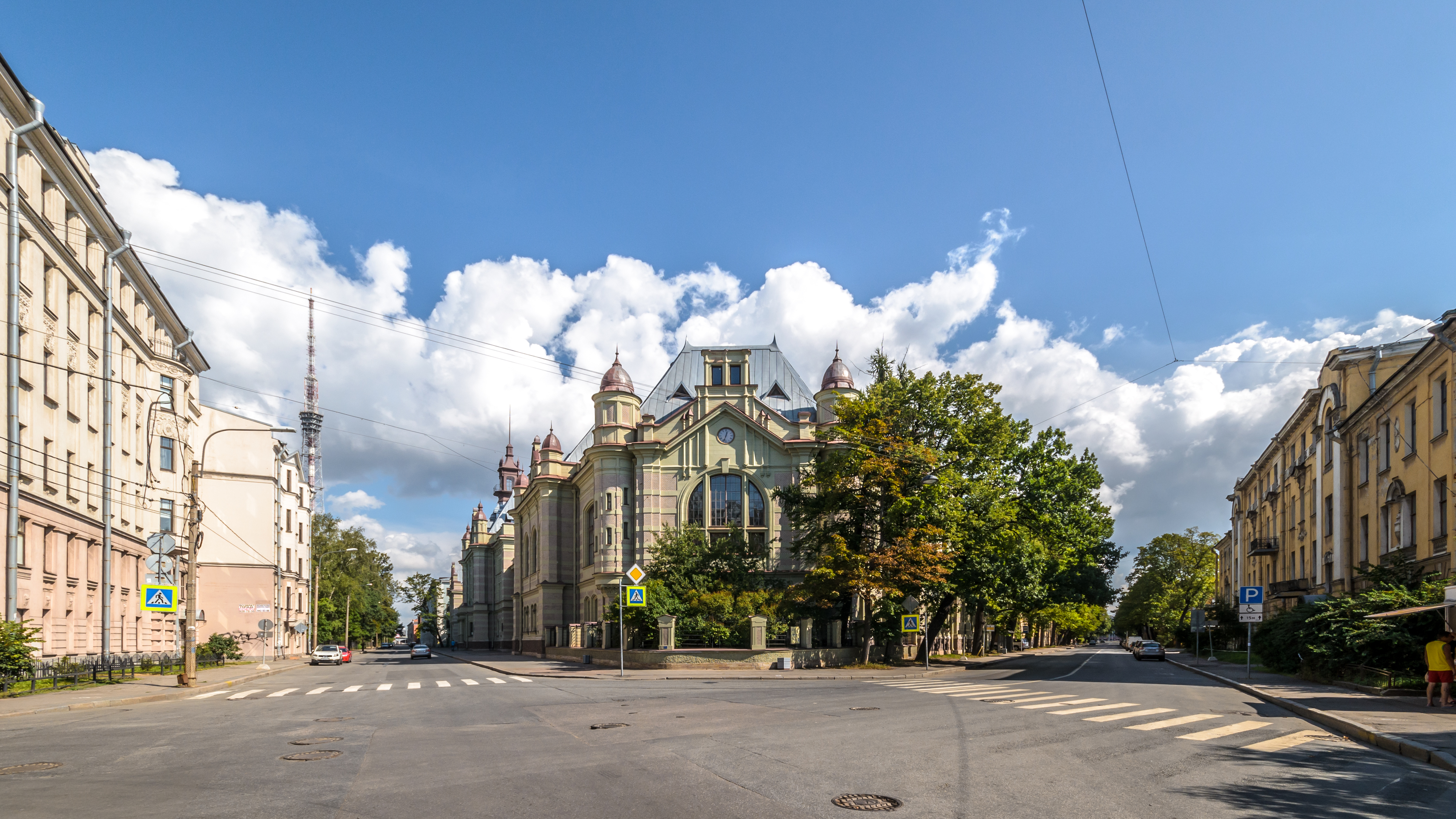
Старейший корпус Электротехнического университета на углу улицы Профессора Попова и Аптекарского проспекта

## Пересечения
- набережная реки Карповки
- улица Профессора Попова
- Инструментальная улица
- улица Академика Павлова
- Аптекарская набережная